# Séné
Séné è un comune francese di 8 848 abitanti situato nel dipartimento del Morbihan nella regione della Bretagna. Il comune si affaccia sul golfo di Morbihan, sui quali si trovano, sempre nel territorio comunale, due porti: Port Anna e Port Bararac'h.

## Storia

### Simboli
Lo stemma è stato adottato il 26 febbraio 1993.
Un sinagot (o sinago), è una piccola imbarcazione a due alberi, con le vele tradizionalmente rosse, utilizzata per la pesca e il cabotaggio caratteristica del golfo di Morbihan; il suo nome deriva da quello degli abitanti di Séné (sinagots).

## Società

### Evoluzione demografica
Abitanti censiti

## Amministrazione

### Gemellaggi
- Donegal